# Antoni Bogdański
Ks. hm. Antoni Bogdański (ur. 14 września 1891 w Maluszynie k. Radomska, zm. 13 czerwca 1938 w Skulsku k. Konina) – kapłan rzymskokatolicki, wykładowca w Seminarium Duchownym we Włocławku, instruktor harcerski, pierwszy Naczelny Kapelan ZHP.

## Życiorys
Syn Józefa i Antoniny z Krywultów. Uczęszczał do gimnazjum w Warszawie. Po strajkach szkolnych 1905 r. został zmuszony przez władze carskie do przeniesienia się do Włocławka, gdzie ukończył szkołę średnią, a w latach 1908–1913 studiował w Wyższym Seminarium Duchownym. Następnie studiował teologię we Fryburgu. Był komendantem Chorągwi Harcerzy ZHP we Włocławku, a później pierwszym Naczelnym Kapelanem ZHP (mianowany i zatwierdzony na tej funkcji w 1925 roku). Cieszył się olbrzymim szacunkiem ks. Stefana Wyszyńskiego, przyszłego Prymasa Tysiąclecia, który cenił swojego profesora i odwiedzał go w czasie ostatniej ciężkiej choroby. Zmarł w swojej ostatniej parafii w Skulsku i spoczywa na parafialnym cmentarzu. W Skulsku gromadzą się co roku seniorzy ZHP na swoim Dniu Skupienia przy Mauzoleum Harcerstwa.
Był autorem książki Harcerstwo jako czynnik odrodzenia katolickiego i narodowego, Warszawa, nakładem miesięcznika „Pro Christo – wiara i czyn”, 1927.

## Ordery i odznaczenia
- Złoty Krzyż Zasługi (18 stycznia 1926)[4]
- Krzyż Niezłomnych (pośmiertnie, 1999)
- Odznaka harcerska „Za Zasługę” (1924)
- Krzyż „Pro Ecclesia et Pontifice” (Watykan)
- Benemerenti (Watykan)

## Upamiętnienie
W 1988 r. na ścianie prawej nawy Bazyliki we Włocławku odsłonięto poświęconą mu tablicę pamiątkową.
W 1998 r. z inicjatywy harcerskich seniorów z Włocławka utworzono Wspólnotę Harcerskich Kręgów Seniorów im. ks. hm. Antoniego Bogdańskiego w Skulsku.